# Елизабет фон Еберщайн
Елизабет фон Еберщайн (на немски: Elisabeth von Eberstein; * 1509; † пр. 1533) от швабската графска фамилия Еберщайни в Ной-Еберщайн е чрез женитба графиня на Ортенбург-Каринтия.

## Произход
Тя е дъщеря (от 16 деца) на граф Бернхард III фон Еберщайн в Ной-Еберщайн (1459 – 1526) и съпругата му Кунигунда фон Валдбург-Зоненберг (1482 – 1538), дъщеря на граф Еберхард II фон Валдбург-Зоненберг († 1483) и графиня Анна фон Фюрстенберг († 1522). Тя е сестра на граф Вилхелм IV фон Еберщайн (1497 – 1562) и граф Йохан Якоб I фон Еберщайн (1517 – 1574).

## Фамилия
Елизабет фон Еберщайн се омъжва на 20 юли 1523 г. за граф Габриел фон Саламанка-Ортенбург-Каринтия, фрайхер на Фрайенщайн и Карлсбах (* 1489; † 12 декември 1539), син на Гонсалво Саламанка († сл. 1516) от Испания. Той е дворцов канцлер, от младини доверен приятел на ерцхерцог Фердинанд от Австрия и от 1524 г. става граф. Те имат шест деца:
- Бернхард Саламанка († 1557)
- Франц Саламанца († 1543)
- Габриел Саламанка († 1540)
- Анна де Саламанка фон Ортенбург († 26 юли 1569), омъжена за Волфганг II фон Шаунберг (1512 – 11 юни 1559)
- Фердинанд де Саламанка фон Ортенбург-Каринтия-Фрайенщайн и Карлсбах († 1570), граф на Ортенбург-Каринтия, фрайхер на Фрайенщайн и Карлсбах, женен за фрайин Ева Хофман цу Грюнпихл и Щрехау
- Еренфрид Саламака († сл. 1579)

Габриел Саламанка фон Ортенбург-Каринтия се жени през 1533 г. втори път за Елизабет фон Баден-Дурлах (1516 – 1568), дъщеря на маркграф Ернст фон Баден-Дурлах (1482 – 1553), която се омъжва втори път на 30 юли 1543 г. за граф Конрад фон Кастел (1519 – 1577).